# Construção de Cayley-Dickson
Em matemática, a construção de Cayley-Dickson, nomeada por Arthur Cayley e Leonard Eugene Dickson, produz uma sequência de álgebras sobre o campo dos números reais, cada um com o dobro da dimensão do anterior. As álgebras produzidas por esse processo são conhecidas como álgebras de Cayley-Dickson, por exemplo, números complexos, quaterniões e octoniões. Estes exemplos são álgebras de composição úteis frequentemente aplicadas em física matemática.
A construção de Cayley-Dickson define uma nova álgebra semelhante à soma direta de uma álgebra com ela mesma, com a multiplicação definida de uma maneira específica (diferente da multiplicação fornecida pela soma direta genuína) e uma involução conhecida como conjugação. O produto de um elemento e seu conjugado (ou às vezes a raiz quadrada deste produto) é chamado de norma.
As simetrias do campo real desaparecem à medida que a construção de Cayley-Dickson é aplicada repetidamente: primeiro perdendo a ordem, depois a comutatividade da multiplicação, a associatividade da multiplicação e a próxima alternativa.
Mais geralmente, a construção de Cayley-Dickson leva qualquer álgebra com involução para outra álgebra com involução de duas vezes a dimensão.
| Álgebra           | Dimensão | Ordenada | Propriedades de multiplicação | Propriedades de multiplicação | Propriedades de multiplicação | Propriedades de multiplicação | Não-trivial zero divisores |
| Álgebra           | Dimensão | Ordenada | Comutativa                    | Associativa                   | Alternativa                   | Associatividade de potência   | Não-trivial zero divisores |
| ----------------- | -------- | -------- | ----------------------------- | ----------------------------- | ----------------------------- | ----------------------------- | -------------------------- |
| Números reais     | 1        | Sim      | Sim                           | Sim                           | Sim                           | Sim                           | Não                        |
| Números complexos | 2        | Não      | Sim                           | Sim                           | Sim                           | Sim                           | Não                        |
| Quaterniões       | 4        | Não      | Não                           | Sim                           | Sim                           | Sim                           | Não                        |
| Octoniões         | 8        | Não      | Não                           | Não                           | Sim                           | Sim                           | Não                        |
| Sedeniões         | 16       | Não      | Não                           | Não                           | Não                           | Sim                           | Sim                        |
|                   | > 16     | Não      | Não                           | Não                           | Não                           | Sim                           | Sim                        |

## Números complexos como pares ordenados
Os números complexos podem ser escritos como pares ordenados {\displaystyle (a,b)} dos números reais {\displaystyle a} e {\displaystyle b}, com o operador de adição sendo componente por componente e com multiplicação definida por
{\displaystyle (a,b)(c,d)=(ac-bd,ad+bc)}
Um número complexo cujo segundo componente é zero está associado a um número real: o número complexo {\displaystyle (a,0)} é o número real {\displaystyle a}.
O conjugado complexo {\displaystyle (a,b)^{*}} de {\displaystyle (a,b)} é dado por
{\displaystyle (a,b)^{*}=(a^{*},-b)=(a,-b)}
Já que {\displaystyle a} é um número real e seu próprio conjugado.
O conjugado tem a propriedade de que
{\displaystyle (a,b)^{*}(a,b)=(aa+bb,ab-ba)=(a^{2}+b^{2},0)},
que é um número real não negativo. Desta forma, a conjugação define uma norma, tornando os números complexos um espaço vetorial normalizado sobre os números reais: a norma de um número complexo {\displaystyle z} é
{\displaystyle |z|=(z^{*}z)^{\frac {1}{2}}}
Além disso, para qualquer número complexo diferente de zero {\displaystyle z}, a conjugação fornece um inverso multiplicativo,
{\displaystyle z^{-1}={\frac {z^{*}}{|z|^{2}}}}
Como um número complexo consiste em dois números reais independentes, eles formam um espaço vetorial bidimensional sobre os números reais.
Além de ser de maior dimensão, pode-se dizer que os números complexos carecem de uma propriedade algébrica dos números reais: um número real é seu próprio conjugado.

## Quaternião
O próximo passo na construção é generalizar as operações de multiplicação e conjugação.
Formados pares ordenados {\displaystyle (a,b)} de números complexos {\displaystyle a} e {\displaystyle b}, com multiplicação definida por
{\displaystyle (a,b)(c,d)=(ac-d^{*}b,da+bc^{*})}
Ligeiras variações nesta fórmula são possíveis; as construções resultantes produzirão estruturas idênticas até os sinais das bases.
A ordem dos fatores parece estranha agora, mas será importante na próxima etapa.
Definir o conjugado {\displaystyle (a,b)^{*}} de {\displaystyle (a,b)} por
{\displaystyle (a,b)^{*}=(a^{*},-b)}
Esses operadores são extensões diretas de seus análogos complexos: se {\displaystyle a} e {\displaystyle b} são retirados do subconjunto real de números complexos, a aparência do conjugado nas fórmulas não tem efeito, então os operadores são os mesmos que os números complexos.
O produto de um elemento com o seu conjugado é um número real não negativo:
{\displaystyle {\begin{array}{lcl}(a,b)^{*}(a,b)&=&(a^{*},-b)(a,b)\\&=&(a^{*}a+b^{*}b,ba^{*}-ba^{*})\\&=&(|a|^{2}+|b|^{2},0)\end{array}}}
Como antes, o conjugado produz uma norma e um inverso para qualquer par ordenado. Assim, no sentido que explicamos acima, esses pares constituem uma álgebra, algo como os números reais. Eles são os quaterniões, nomeados por Hamilton em 1843.
Como um quatérnio consiste em dois números complexos independentes, eles formam um espaço vetorial 4-dimensional sobre os números reais.
A multiplicação de quatérnios não é como a multiplicação de números reais, no entanto, pois não é comutativa, isto é, se {\displaystyle p} e {\displaystyle q} são quaterniões, nem sempre é verdade que {\displaystyle qp=pq}.

## Octonião
Todos os passos para criar álgebras adicionais são os mesmos a partir de octoniões.
Desta vez, formam pares ordenados {\displaystyle (p,q)} de quatérnios {\displaystyle p} e {\displaystyle q}, com multiplicação e conjugação definidas exatamente como para os quatérnios:
{\displaystyle (p,q)(r,s)=(pr-s^{*}q,sp+qr^{*})}
Note, no entanto, que, como os quaterniões não são comutativos, a ordem dos fatores na fórmula de multiplicação torna-se importante — se o último fator na fórmula de multiplicação fosse {\displaystyle (r^{*}q)} ao invés de {\displaystyle (qr^{*})}, a fórmula para multiplicação de um elemento pelo seu conjugado não produziria um número real.
Por exatamente as mesmas razões que antes, o operador de conjugação produz uma norma e um inverso multiplicativo de qualquer elemento diferente de zero.
Esta álgebra foi descoberta por John T. Graves em 1843, e é chamada de octonião ou "números de Cayley".
Como uma noção consiste em dois quaterniões independentes, formando um espaço vetorial 8-dimensional sobre os números reais.
A multiplicação de octoniões é ainda mais estranha que a dos quaterniões. Além de não ser comutativa, não é associativa: isto é, se {\displaystyle p}, {\displaystyle q} e {\displaystyle r} são octoniões, nem sempre é verdade que {\displaystyle (pq)r=p(qr)}.
Por causa dessa não-associação, octoniões não possuem representação matricial.

## Álgebras adicionais
A álgebra imediatamente após as octoniões é chamada de sedeniões. Ele retém uma propriedade algébrica chamada associatividade de potência, o que significa que se {\displaystyle s} é um sedenião {\displaystyle \Rightarrow s^{n}s^{m}=s^{n+m}}, mas perde a propriedade de ser uma álgebra alternativa e, portanto, não pode ser uma álgebra de composição.
A construção de Cayley-Dickson pode ser realizada ad infinitum, a cada passo produzindo uma álgebra associativa de potência cuja dimensão é o dobro da álgebra do passo anterior. Todas as álgebras geradas desta maneira sobre um campo são quadráticas: isto é, cada elemento satisfaz uma equação quadrática com coeficientes do campo.  
Em 1954, RD Schafer examinou as álgebras geradas pelo processo de Cayley-Dickson sobre um campo {\displaystyle F} e mostrou que elas satisfazem a identidade flexível.  Ele também provou que qualquer álgebra de derivação de uma álgebra de Cayley-Dickson é isomorfa à álgebra de derivação dos números de Cayley, uma álgebra de Lie de 14 dimensões sobre {\displaystyle F}. [ citação necessário ]

## Construção modificada de Cayley-Dickson
A construção de Cayley-Dickson, a partir dos números reais {\displaystyle \mathbb {R} }, gera álgebras de composição de divisão. Existem também álgebras de composição com formas quadráticas isotrópicas que são obtidas através de uma ligeira modificação, substituindo o sinal menos na definição do produto de pares ordenados por um sinal de mais, como se segue:
{\displaystyle (a,b)(c,d)=(ac+d^{*}b,da+bc^{*})}
Quando esta construção modificada é aplicada a {\displaystyle \mathbb {R} }, obtém-se os números do complexo dividido, que são isomorfos ao anel para a soma direta {\displaystyle \mathbb {R} \oplus \mathbb {R} } (também escrita {\displaystyle ^{2}\mathbb {R} }; em seguida, obtém-se os quaterniões divididos, isomórficos a {\displaystyle M_{2}\in \mathbb {R} }; e os octoniões divididos, que são isomórficos para {\displaystyle Zorn(\mathbb {R} )}. A aplicação da construção original de Cayley-Dickson aos complexos divididos também resulta nos quaterniões divididos e depois nas oconiões divididas.

## Construção do general Cayley-Dickson
Albert (1942 , p.171) deu uma ligeira generalização, definindo o produto e involução em {\displaystyle B=A\oplus A} para {\displaystyle A} uma álgebra com involução {\displaystyle (xy)^{*}=y^{*}x^{*}} a ser
{\displaystyle {\begin{array}{lcl}(p,q)(r,s)&=&(pr-\gamma s^{*}q,sp+qr^{*})\\(p,q)^{*}&=&(p^{*},-q)\end{array}}}
para γ um mapa aditivo que comuta com * e multiplicação para a esquerda e para a direita por qualquer elemento. (Acima dos reais todas as escolhas de γ são equivalentes a -1, 0 ou 1.) Nesta construção, A é uma álgebra com involução, significando:
- {\displaystyle A} é um grupo abeliano sob {\displaystyle +}
- {\displaystyle A} tem um produto que é distributivo para a esquerda e para a direita ao longo de {\displaystyle +}
- {\displaystyle A} tem uma involução {\displaystyle ^{*}}, com {\displaystyle (x^{*})^{*}=x,(x+y)^{*}=x^{*}+y^{*},(xy)^{*}=(y^{*}x^{*})}.

A álgebra {\displaystyle B=A\oplus A} produzida pela construção de Cayley-Dickson é também uma álgebra com involução.
{\displaystyle B} herda as propriedades de {\displaystyle A} inalteradas da seguinte forma.
- Se {\displaystyle A} tem uma identidade {\displaystyle 1_{A}}, então {\displaystyle B} tem uma identidade {\displaystyle (1_{A},0)}.
- Se {\displaystyle A} tem a propriedade que {\displaystyle x+x^{*},xx^{*}}associa e comuta com todos os elementos, o mesmo acontecerá com {\displaystyle B}. Esta propriedade implica que qualquer elemento gera uma álgebra associativa *-comutativa, portanto, em particular, a álgebra é associativa de potência.

Outras propriedades de {\displaystyle A} apenas induzem propriedades mais fracas de {\displaystyle B}:
- Se {\displaystyle A} é comutativa e tem involução trivial, então {\displaystyle B} é comutativa.
- Se {\displaystyle A} é comutativa e associativa, então {\displaystyle B} é associativa.
- Se {\displaystyle A} é associativa e {\displaystyle x+x^{*},xx^{*}}* associa e comuta tudo, então {\displaystyle B} é uma álgebra alternativa.